# إلسي ياكوبسن
إلسي ياكوبسن (بالدنماركية: Else Jacobsen)‏ (و. 1911 – 1965 م) هي سبّاحة دنماركية، شاركت في الألعاب الأولمبية الصيفية 1932، والألعاب الأولمبية الصيفية 1928، وسباحة في الألعاب الأولمبية الصيفية 1932 – سيدات 200 متر صدر ‏، توفيت في كوبنهاغن، عن عمر يناهز 54 عاماً.

## روابط خارجية
- إلسي ياكوبسن على موقع الاتحاد الدولي للسباحة (الإنجليزية)
- إلسي ياكوبسن على موقع أوليمبيديا (الإنجليزية)